# 卑詩大學人類學博物館
人類學博物館（英語：Museum of Anthropology）是位於加拿大卑詩省溫哥華英屬哥倫比亞大學校區中的一座博物館，主要蒐藏第一民族有關文物。除去是著名的旅遊景點外，該博物館也負責相關領域的教學和學術研究，不列顛哥倫比亞大學的藝術、人類學、考古學及博物館研究等多門學科也會在此開課。博物館有38,000件人種志相關文物，535,000件考古學文物。

## 历史
該博物館建造于1947年。當時是爲了整理不列顛哥倫比亞大學圖書館中的藏品所建。第一任館長是圖書館館長哈利·霍索恩博士的妻子奧德麗·霍索恩。1976年由阿瑟·埃里克森設計新館，加設了15米長的玻璃幕牆。2010年在博物館前建造了倒影池。
該博物館亦曾出現在1999年3月9日加拿大發行的一種郵票上，攝影師是William McLennan和Jacqueline Gijssen，價值46¢。

## 圖集

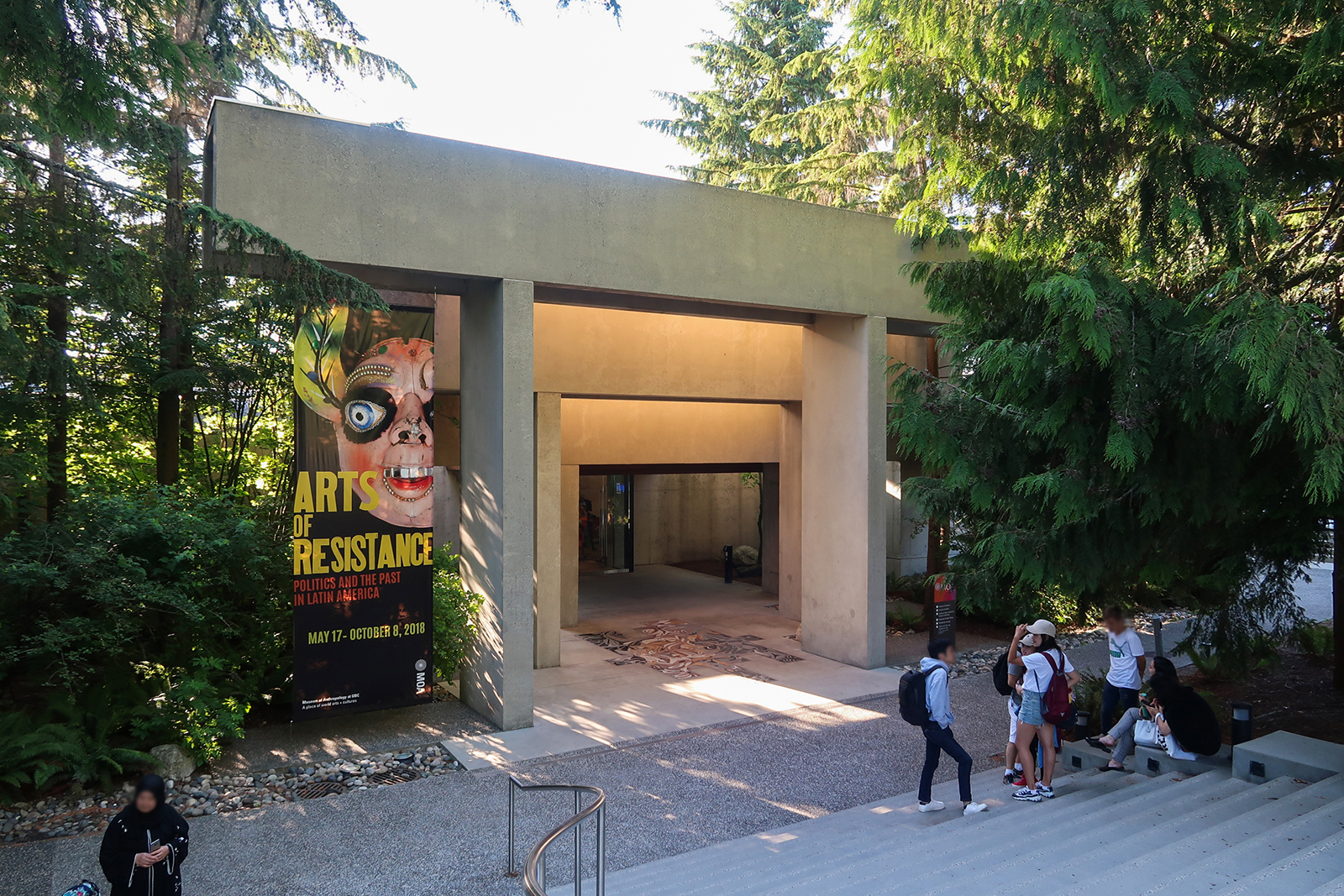
博物館入口
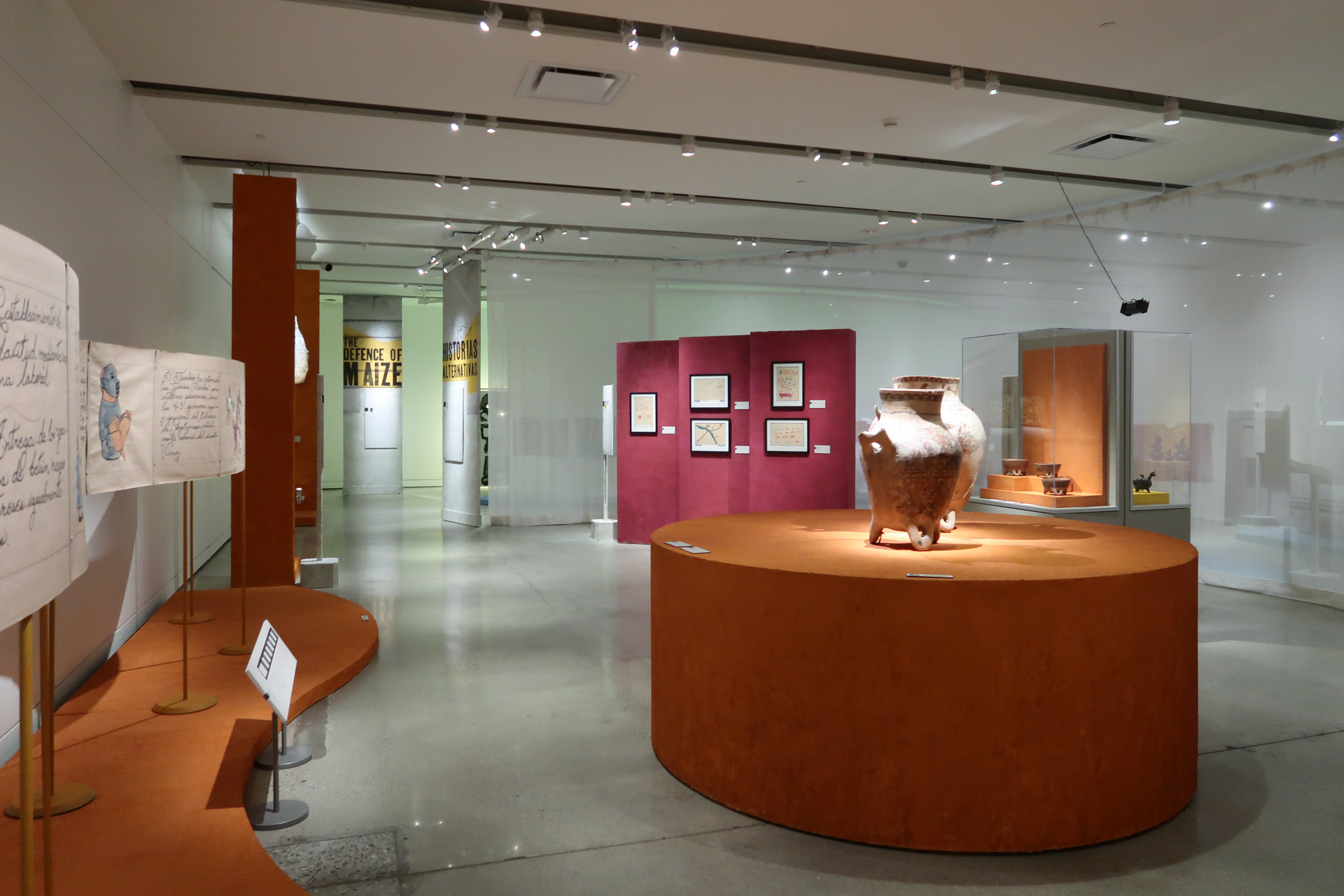
Audain Gallery
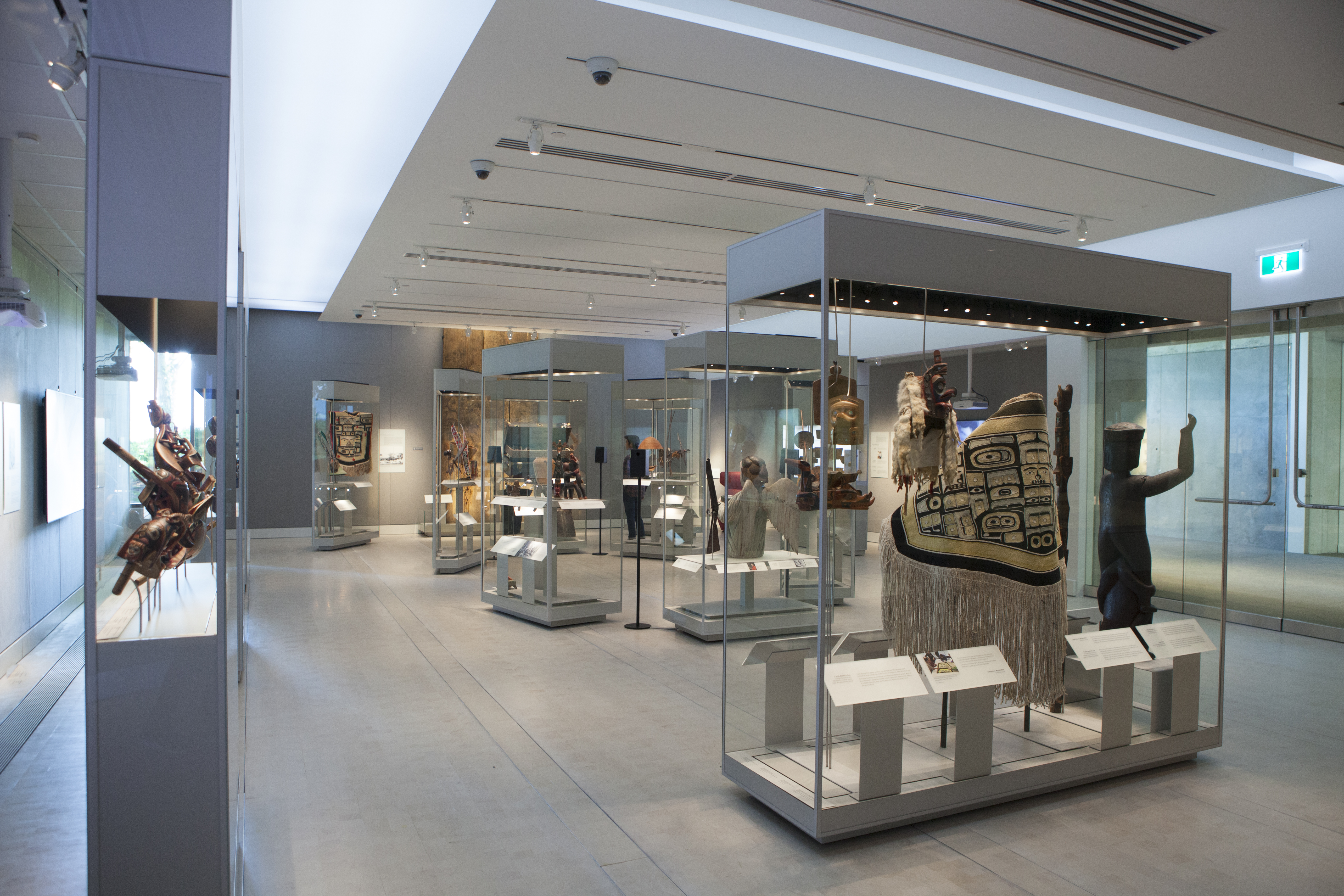
The inaugural exhibition at the Elspeth McConnell Gallery of Northwest Coast Masterworks, 2017
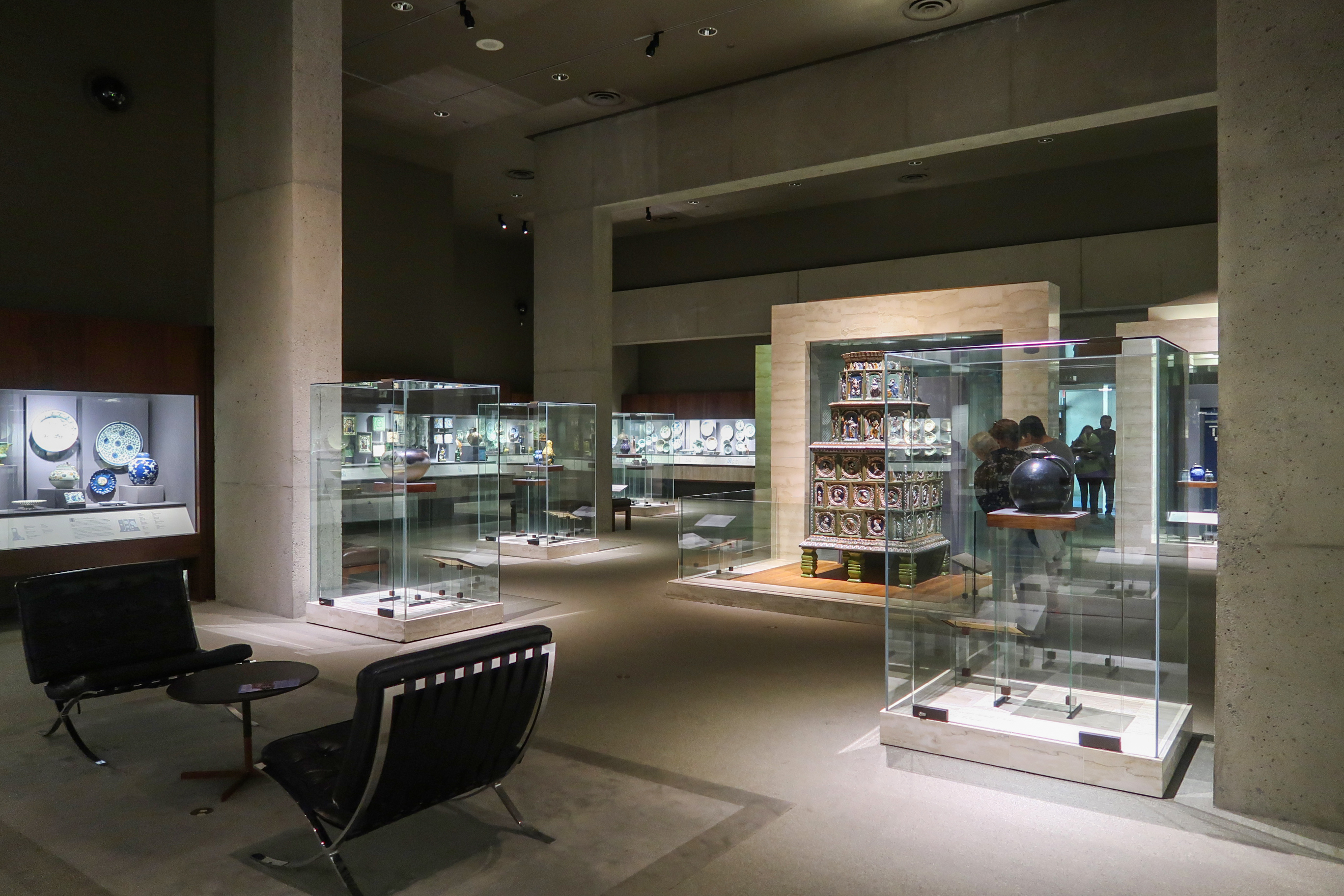
Koerner European Ceramics Gallery
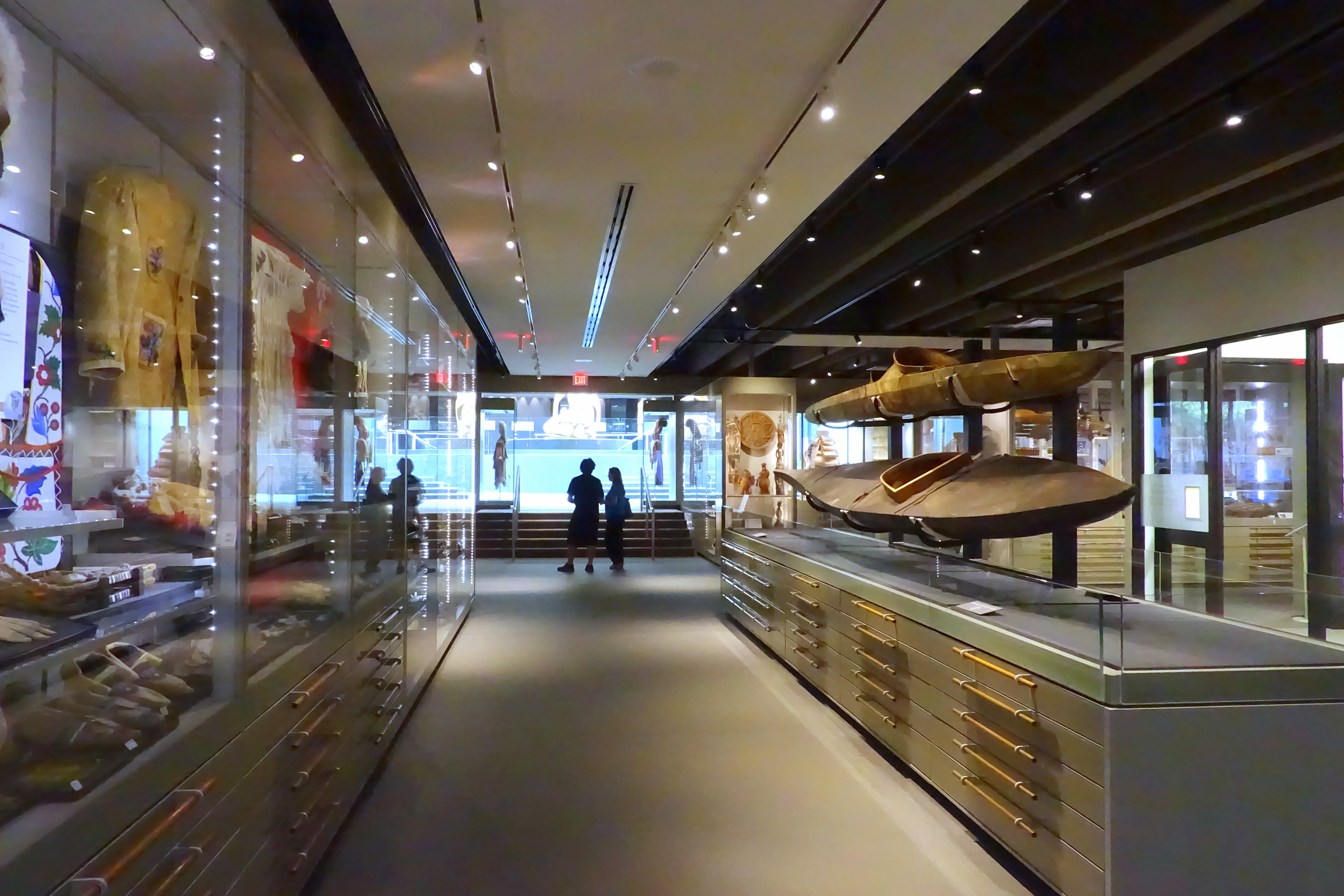
Multiversity Galleries

## 擴展閱讀
- Mayer, Carol Elizabeth; Anthony Shelton, , University of Washington Press, 2009, ISBN 9781553654155, （原始内容存档于2014-02-24）

## 外部連結

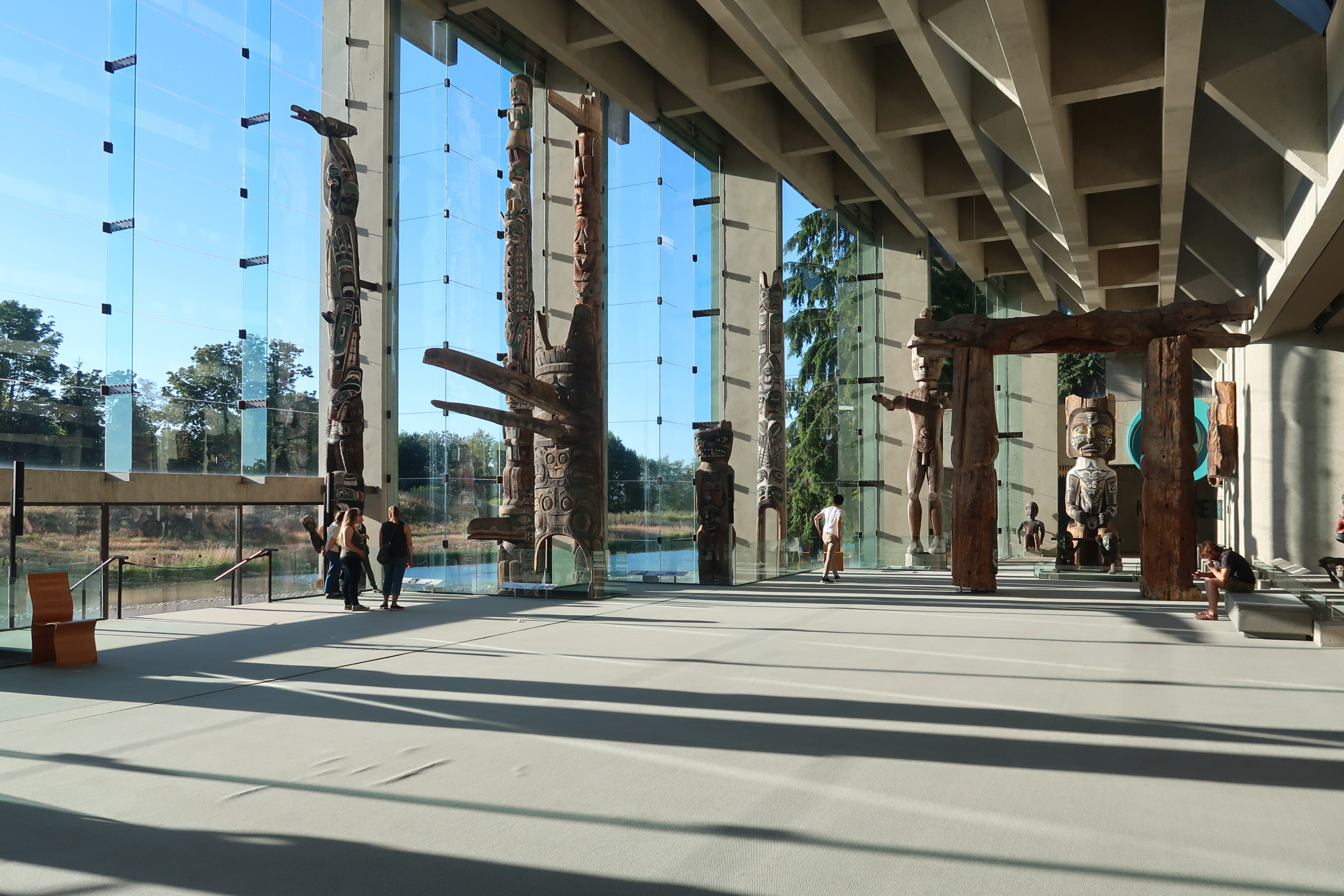
博物館內的大廳

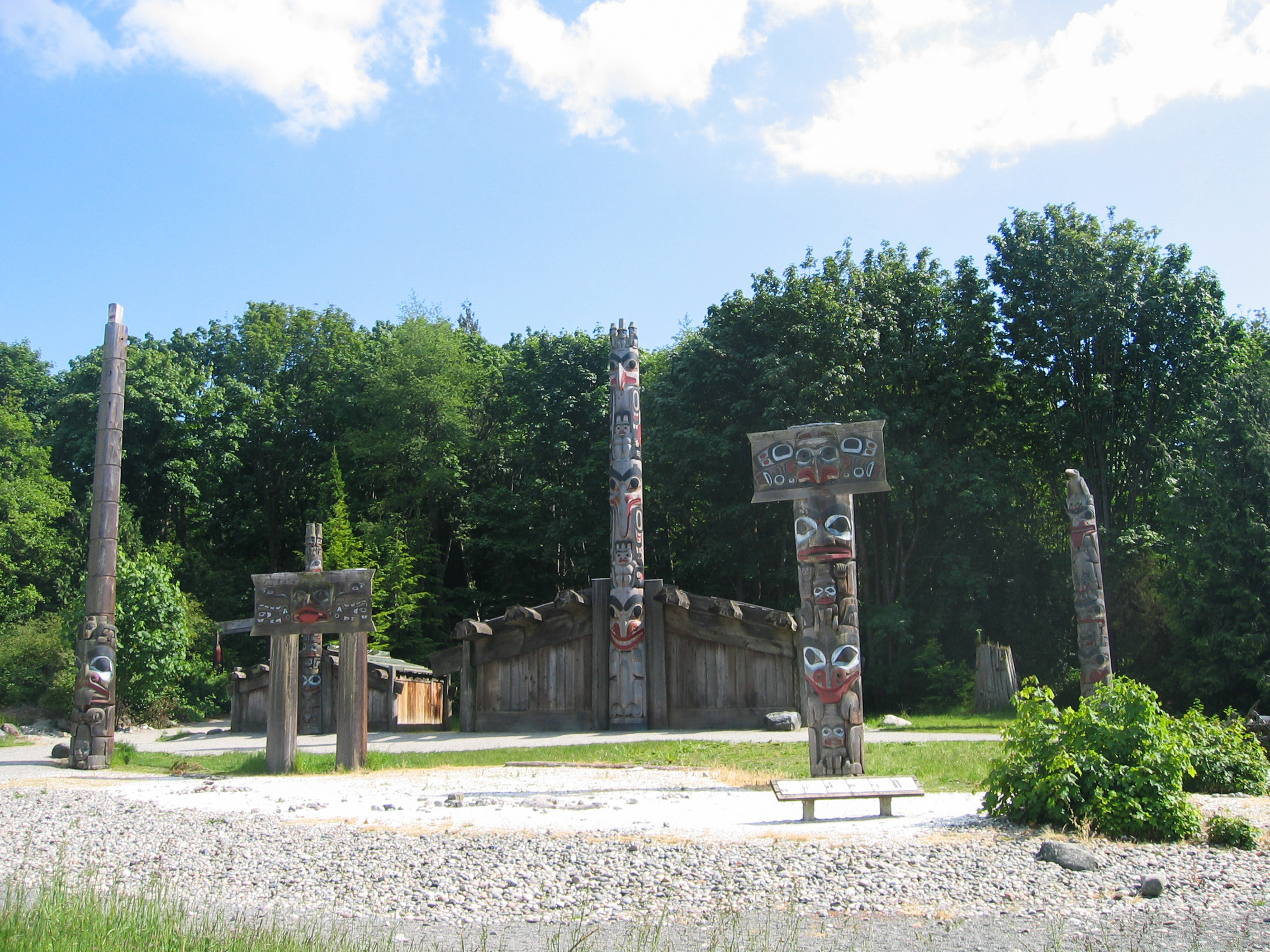
博物館外的圖騰柱

- Museum of Anthropology Official Site （页面存档备份，存于）